# Wine Route

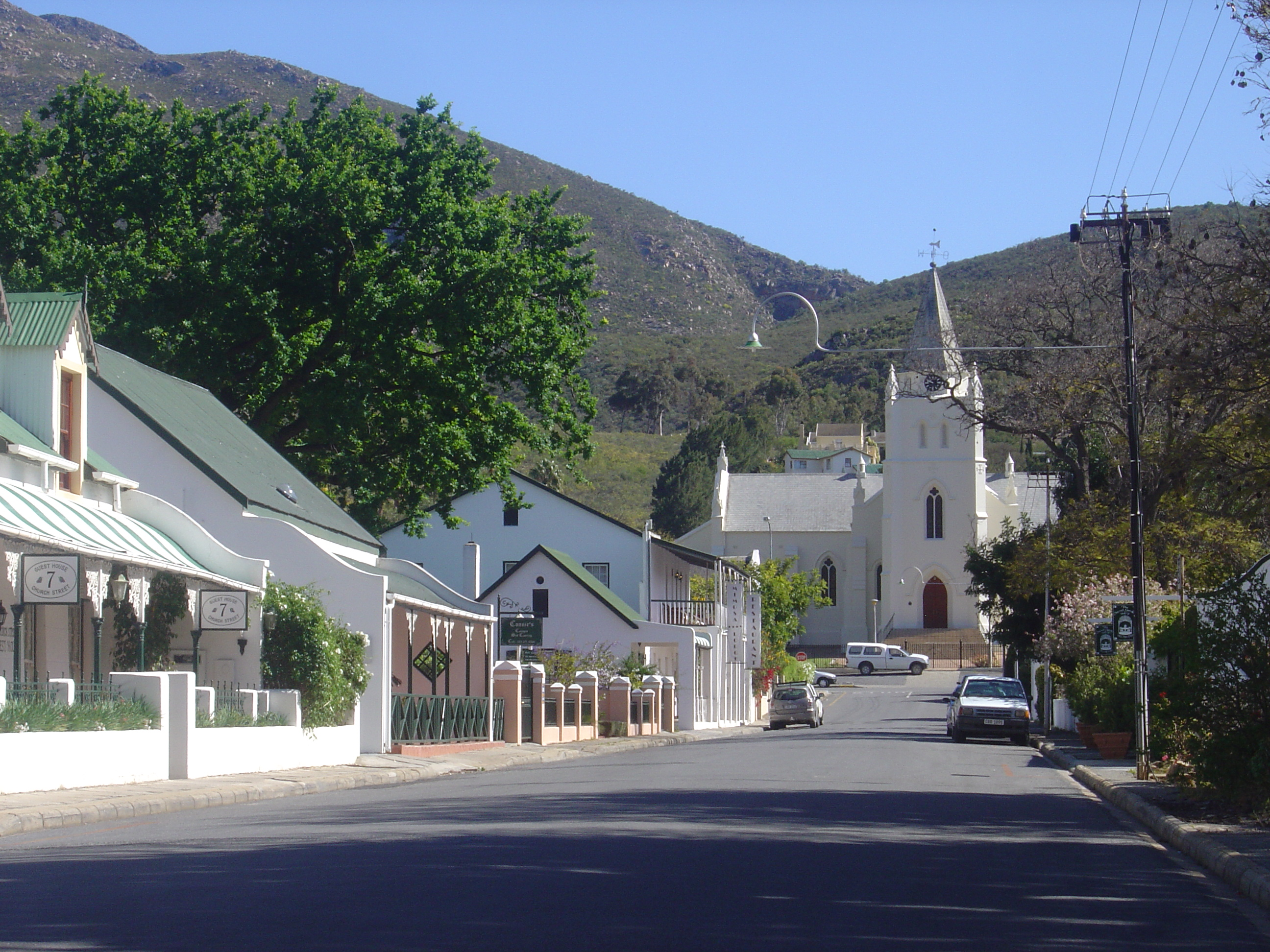
Villaggio vinicolo di Montagu nel Piccolo Karoo

La Wine Route ("Strada del Vino") o Strada 62 è una celebre strada sudafricana che da Città del Capo si dirige verso nord-est, attraversando il distretto di Cape Winelands della provincia del Capo Occidentale, zone che rappresentano il cuore della produzione vinicola sudafricana. 
I centri più importanti toccati dalla Wine Route sono Stellenbosch e Paarl, ma è rinomato per i suoi vini anche il più piccolo centro di Franschhoek. Nella zona di Franschhoek la strada tocca oltre 20 aziende vinicole, di cui alcune fra le più rinomate del Sudafrica (per esempio Ormarins, Motte, Dieu Donné e Couronne).